# Claude Stanley Choules

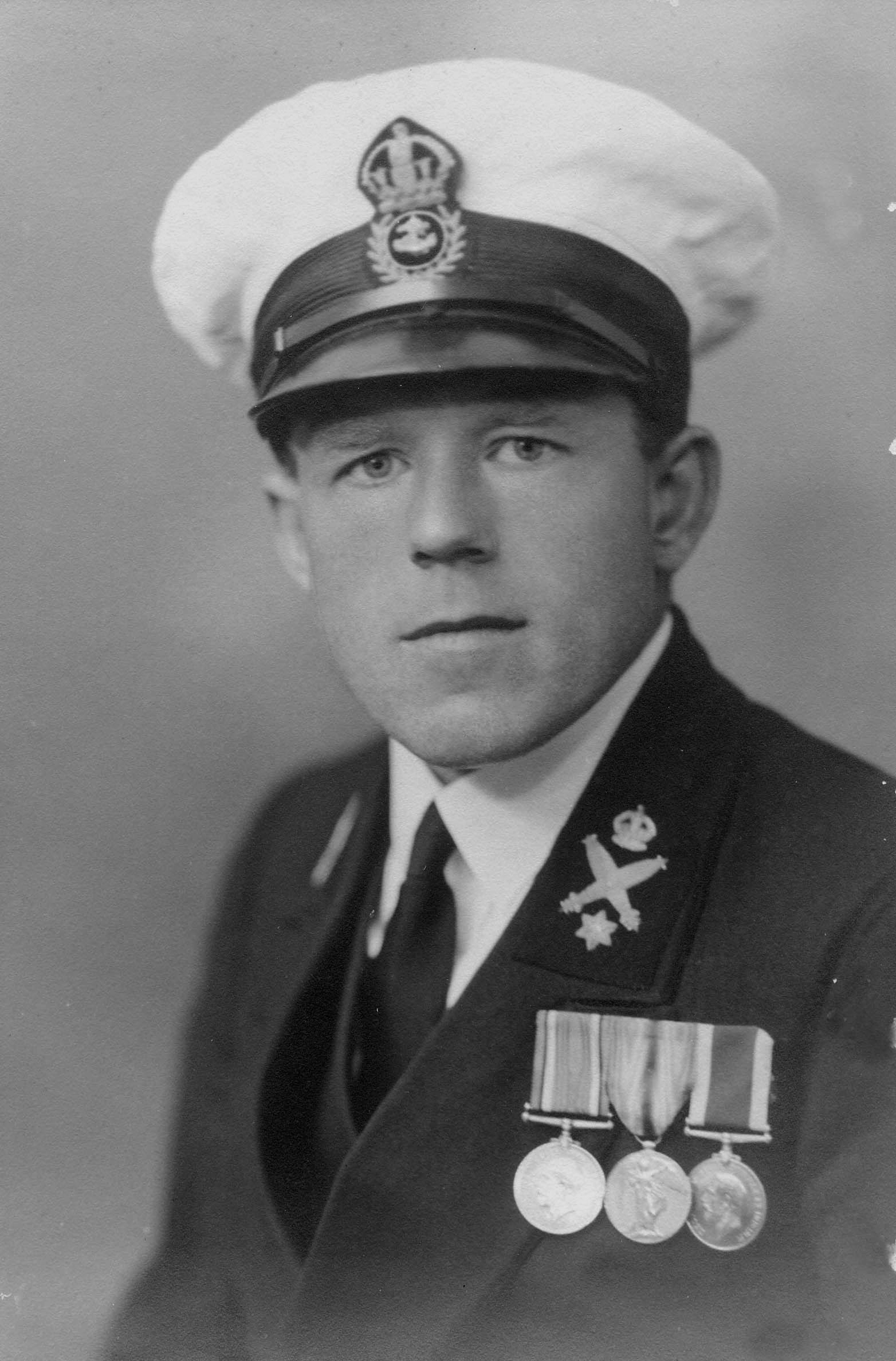
Claude Stanley Choules (1936)

Claude Stanley Choules (* 3. März 1901 in Pershore; † 5. Mai 2011 in Perth) war ein britisch-australischer Marineangehöriger und Supercentenarian. Er galt bei seinem Tod als letzter Veteran, der im Ersten Weltkrieg gekämpft hatte.

## Leben
Noch vor seinem 14. Geburtstag meldete sich Choules zum Kriegsdienst bei der Royal Navy. Nach bestandener Musterung, sein wahres Alter hatte er verschwiegen, trat er im April 1915 die Ausbildung an. Choules diente auf der Revenge, auf der er im Juni 1919 Zeuge der Selbstversenkung der Kaiserlichen Hochseeflotte in Scapa Flow wurde.
1926 kam er als Berater der britischen Marine nach Australien. Auf der Überfahrt lernte er Ethel Wildgoose kennen, die er im selben Jahr in Melbourne heiratete. In Australien entschied er sich, dauerhaft in die Royal Australian Navy zu wechseln. Während des Zweiten Weltkriegs diente er in Fremantle. Er war somit auch der letzte Mensch, der Soldat während beider Weltkriege war.
Er schied 1950 als Chief Petty Officer aus der Marine aus und wechselte zur Hafenpolizei. Nach der Pensionierung im Jahr 1956 war er in der Fischerei tätig. Bereits nach dem Ersten Weltkrieg war er Pazifist geworden und lehnte es ab, an Veteranentreffen oder Gedenkfeiern zum Kriegsende teilzunehmen.
In den 1980er Jahren besuchte er einen Kurs in kreativem Schreiben, um seine Lebenserinnerungen niederlegen zu können. Im Jahr 2009 erschien seine Autobiographie Der Letzte der Letzten. Choules starb am 5. Mai 2011 in einem Pflegeheim in Perth. Er war 76 Jahre lang verheiratet – bis zum Tod seiner Frau im Jahre 2003 – und hatte drei Kinder.
Claude Stanley Choules verstarb am 5. Mai 2011 in Perth, Australien im Alter von 110 Jahren.
Die letzte lebende Veteranin des Ersten Weltkriegs war seitdem die Britin Florence Green, die als Bedienung in einer Offiziersmesse der Royal Air Force tätig war, aber nicht an Kampfhandlungen teilnahm. Sie starb im Februar 2012.

## Werke
- The Last of the Last. Hesperian Press, 2009, ISBN 978-0-85905-480-5.